# Corot noir
A Corot noir egy új, vörösborhoz való hibrid szőlőfajta, amit Bruce Reisch és Thomas Henick-Kling, a Cornell University két professzora hozott létre az egyetem New York-i kísérleti agrikulturális telepén a Seyve Villard és a Steuben fajták keresztezésével. A kitenyésztést 1970-ben kezdték és 2006-ra készültek el vele.